# Питт, Теренс
Теренс Кит Питт (англ. Terence Keith Pitt; 30 ноября 1903, Хидирпур — 1957, Таррок, Эссекс) — индийский легкоатлет, выступавший в беге на короткие и средние дистанции. Участник летних Олимпийских игр 1924 года.

## Биография
Теренс Питт родился 30 ноября 1903 года в индийском населённом пункте Хидирпур.
В 1924 году вошёл в состав сборной Индии на летних Олимпийских играх в Париже. В беге на 100 и 200 метров в 1/8 финала занял 3-е место и выбыл из борьбы. В беге на 400 метров победил в 1/8 финала, показав результат 49,8 секунды. В четвертьфинале занял 4-е место с результатом 51,6, уступив 1,2 секунды попавшему в полуфинал со 2-го места Джону Тейлору из США. Также был заявлен в эстафетах 4х100 и 4х400 метров, но не вышел на старт.
Умер в 1957 году в британском городе Таррок в Англии.

## Личные рекорды
- Бег на 100 ярдов — 10,0 (1924)[7]
- Бег на 400 метров — 49,7 (1923)[7]